# A Lady in the Library
A Lady in the Library è un cortometraggio muto del 1916 diretto da Sidney Drew.

## Produzione
Il film fu prodotto dalla Vitagraph Company of America.

## Distribuzione
Distribuito dalla General Film Company, il film - un cortometraggio in una bobina - uscì nelle sale cinematografiche statunitensi il 7 agosto 1916. Ne venne fatta una riedizione che uscì il 9 settembre 1918.